# 英賀保駅
英賀保駅（あがほえき）は、兵庫県姫路市飾磨区山崎にある、西日本旅客鉄道（JR西日本）山陽本線の駅である。

## 歴史
- 1911年（明治44年）11月1日：鉄道院山陽本線姫路駅 - 網干駅間に、英賀保信号所として新設[1][2]。
- 1913年（大正2年）4月15日：英賀保駅に昇格[2]。旅客・貨物取扱開始[2]。
- 1961年（昭和36年）10月1日：貨物取扱廃止[2]。
- 1985年（昭和60年）3月14日：荷物扱い廃止[2]。
- 1987年（昭和62年）4月1日：国鉄分割民営化に伴い、JR西日本の駅となる[2]。
- 1994年（平成6年）10月2日：みどりの窓口営業開始。
- 1997年（平成9年）3月8日：JR神戸線標準接近メロディ「さざなみ」導入[3]。
- 1998年（平成10年）2月26日：自動改札機設置、使用開始[4]。
- 2003年（平成15年）11月1日：ICカード「ICOCA」の利用が可能となる。
- 2006年（平成18年）10月1日：JR京都・神戸線運行管理システム導入。
- 2007年（平成19年）3月18日：ダイヤ改正に合わせて、エレベーター使用開始。
- 2015年（平成27年）
  - 3月12日：入線警告音見直しに伴い、接近メロディをJR神戸線標準接近メロディ「さざなみ」音質見直し版に再度変更[5]。
  - 3月13日：みどりの窓口営業終了。
  - 3月14日：みどりの券売機プラス稼働開始。
- 2024年（令和6年）3月16日：ダイヤ改正に伴い、らくラクはりまの停車駅となる[6]。
- 2025年（令和7年）
  - 3月22日：自由通路、北改札口供用開始[7]。

## 駅構造
12両編成対応単式ホーム1面1線と島式ホーム1面2線、計2面3線を有する地上駅。下り本線は1番のりば、上り本線は3番のりばであり、2番のりばは上下線共用待避線（中線）である。駅舎は単式1番ホーム側にあり、島式2・3番ホームへは跨線橋で連絡している。以前はホームの無い上り方面待避線（4番線）が3番のりばの北側に、貨物用側線が1番のりば南側の下り寄りに存在したが、現存しない。
直営駅。ICOCA利用可能駅で、自動改札機がある。改札東側には木造跨線橋があって長らく使用されていたが、改札西側にエレベーターを併設した跨線橋が2007年に新設されたため、現在は撤去されている。

### のりば
| のりば | 路線     | 方向 | 行先           | 備考                    |
| ------ | -------- | ---- | -------------- | ----------------------- |
| 1      | 山陽本線 | 下り | 上郡・岡山方面 |                         |
| 2・3   | 山陽本線 | 上り | 姫路・大阪方面 | 2番のりばは一部列車のみ |

- 2番のりばは両方向共一部回送列車で使われる他、ダイヤ乱れの際は旅客列車折返しが行われる場合がある。

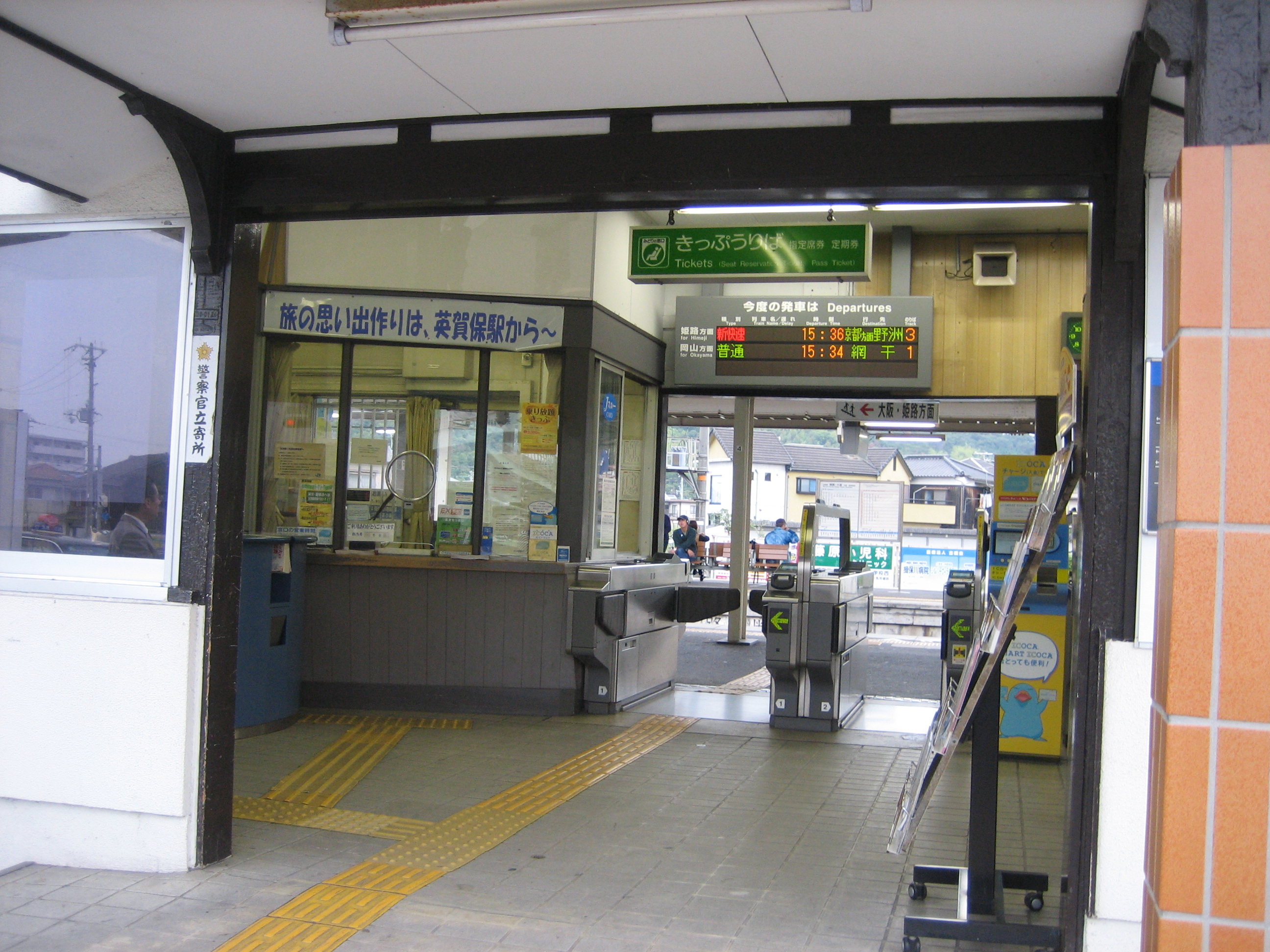
駅構内（2008年10月）
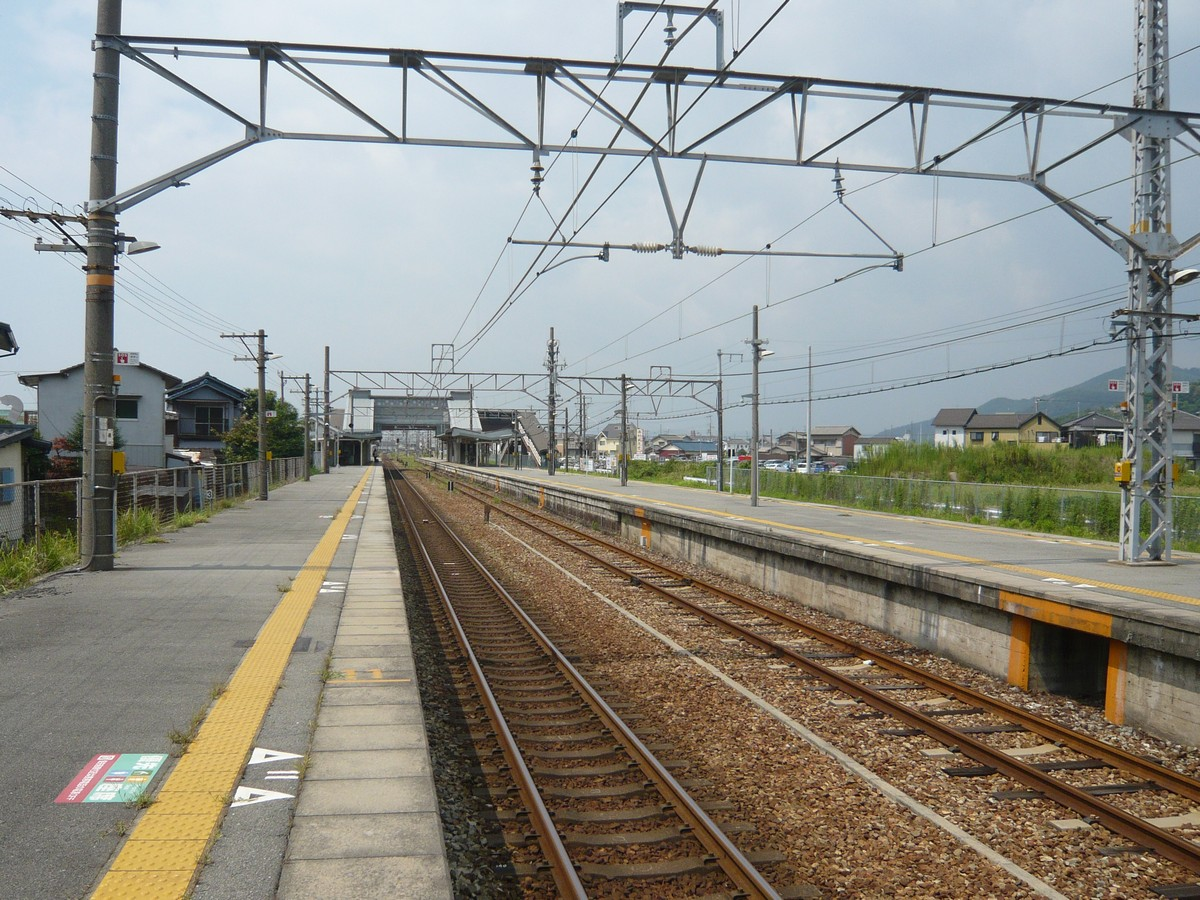
ホーム（2007年8月）

## 利用状況
2023年（令和5年）度の1日平均乗車人員は4,367人である。
近年の1日平均乗車人員の推移は以下の通り。
| 年度   | 1日平均 乗車人員 |
| ------ | ---------------- |
| 1995年 | 4,150            |
| 1996年 | 4,303            |
| 1997年 | 4,377            |
| 1998年 | 4,414            |
| 1999年 | 4,327            |
| 2000年 | 4,282            |
| 2001年 | 4,254            |
| 2002年 | 4,160            |
| 2003年 | 4,248            |
| 2004年 | 4,282            |
| 2005年 | 4,332            |
| 2006年 | 4,468            |
| 2007年 | 4,522            |
| 2008年 | 4,079            |
| 2009年 | 3,935            |
| 2010年 | 3,896            |
| 2011年 | 3,969            |
| 2012年 | 4,052            |
| 2013年 | 4,287            |
| 2014年 | 4,286            |
| 2015年 | 4,432            |
| 2016年 | 4,525            |
| 2017年 | 4,560            |
| 2018年 | 4,618            |
| 2019年 | 4,623            |
| 2020年 | 3,754            |
| 2021年 | 3,903            |
| 2022年 | 4,262            |
| 2023年 | 4,367            |

## 駅周辺

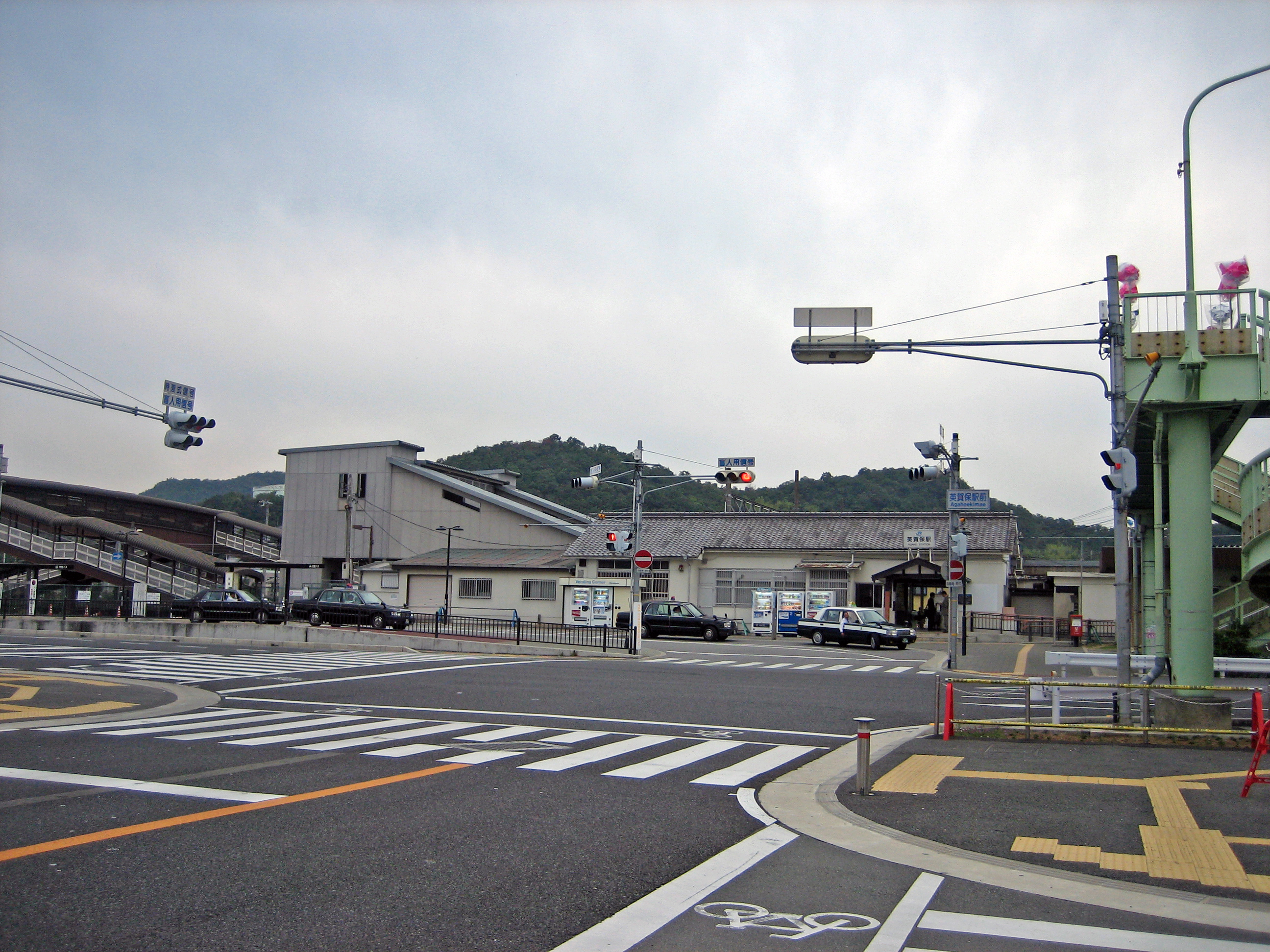
駅前（2008年10月）

2001年 - 2004年にかけて南側の駅前ロータリーが整備された。改札口が駅南側にしか無いため駅北側開発は遅れていたが、駅北側土地区画整理事業に伴い駅前広場が整備され、将来の北改札口及び南北自由通路の設置に向けて工事を進めている。
- 英賀保駅前郵便局
- 姫路市立英賀保小学校
- 英賀城址
- 英賀神社
- 播州信用金庫 英賀保支店
- JA兵庫西 英賀保支店
- 三井住友銀行 英賀保駅前出張所
- 飾磨警察署英賀保駅前交番
- 国道2号（姫路バイパス）
- 兵庫県道415号和久今宿線
- 兵庫県道418号付城細江線
- 兵庫県道502号英賀保停車場線
- 兵庫県道516号姫路環状線

## バス路線
| 停留所名     | 運行事業者 | 路線名・系統・行先                                                                                              |
| ------------ | ---------- | --- |
| 英賀保駅南口 | 神姫バス   | - 28系統：姫路駅（北口） / 夢前川駅南 - 95系統：姫路駅（南口） / 下太田住宅 - 96系統：姫路駅（南口） / JR網干駅 |
| 英賀保駅北口 | 神姫バス   | 18系統：姫路駅（北口）                                                                                          |

## 隣の駅
西日本旅客鉄道（JR西日本）
 山陽本線（赤穂線直通列車含む）
- 特急「らくラクはりま」停車駅

■新快速・■普通（西明石駅から快速となる列車を含む）
姫路駅（JR-A85） - 英賀保駅 - はりま勝原駅
※当駅 - 姫路駅間に、2026年春ごろに手柄山平和公園駅（所在地は姫路市西延末）が開業予定。